# Constructivismul în relațiile internaționale
Constructivismul este o teorie relativ nouă în relațiile internaționale. Face parte din grupa teoriilor reflectiviste.
Constructivismul pornește de la o critică la adresa teoriei dominante în relațiile internaționale (neorealism) și are ca teză fundamentală ideea potrivit căreia anarhia și instituția de auto-ajutor nu sunt cauzate de al treilea nivel (sistemul sau structura relațiilor internționale) ci de nivelel unu și doi (politicianul și statul) întrucât instituțțile (sinteze de identități și interese) sunt o variabilă dependentă de practica și interacțiunile între subiecții relațiilor internaționale (de obicei state), variabila independentă. Astfel anarhia și auto-ajutorul nu sunt imuabile, ci depind de modul în care actorii se percep pe sine și pe ceilalți, care la rândul lor depind de modul în care actorii interacționează. Anarhia și auto-ajutorul pot sa existe sau nu în funcție de acești factori.
Teoria a pornit de la un articol publicat de Alexander Wendt în revista International Organization în primăvara 1992: Anarchy is What States Make of It.
Constructivismul este o încercare de a crea o punte între teoriile raționaliste (realismul în relații internationale/neorealism și liberalismul în relații internationale/neoliberalismul în relații internationale) și cele reflectiviste (teoria normativă, teoria critică, feminismul, postmodernismul)